# ريسي كيرا
ريسي كيرا (بالإنجليزية: Reece Caira)‏ (7 يناير 1993 بغوسفورد في أستراليا - ) هو لاعب كرة قدم أسترالي في مركز الدفاع. شارك مع منتخب أستراليا تحت 20 سنة لكرة القدم ومنتخب أستراليا الوطني لكرة القدم تحت 23 سنة. أما مع النوادي، فقد لعب مع أستون فيلا وBonnyrigg White Eagles FC ‏.

## وصلات خارجية
- ريسي كيرا على موقع الاتحاد الدولي (مؤرشف)  (الإنجليزية)
- ريسي كيرا على موقع قاعدة بيانات كرة القدم.إي يو (الإنجليزية)
- ريسي كيرا على موقع Soccerway.com (الإنجليزية)